# Rano utrom
Rano utrom (rus: Рано утром Al matí) és una pel·lícula de drama romàntic soviètica en rus del 1965 dirigida per Tatiana Lióznova.

## Argument
Alyosha i Nadia van perdre abans els seus pares, però l'amic del pare i la gent que l'envoltava els va ajudar a mantenir l'amabilitat i l'obertura.

## Repartiment
- Nikolai Merzlikin as Alesha Smirnov
- Valeri Nosik - Dimka
- Nina Nikitina - Nadya Smirnova
- Olga Bobkova - Nadya Smirnova
- Oleg Jakov - Nikolai Nikolaevich
- Nina Sazonova - Galina Petrovna
- Zinaida Vorkul - Mare d'Olya
- Margarita Lifanova - Janna Vasilyevna
- Ielena Maksimova - Mare de Dimka
- Ivan Rijov - Dmitri Dmitrievich[5]

## Recepció
Fou projectada com a part de la selecció oficial al Festival Internacional de Cinema de Sant Sebastià 1966.